# جبريل سيديبي (لاعب كرة قدم مواليد 1992)
جبريل سيديبي (بالفرنسية: Djibril Sidibé) (مواليد 29 يوليو 1992) هو لاعب كرة قدم فرنسي ، يلعب في مركزي الظهير الأيمن والظهير الأيسر، ويلعب حاليًا لنادي موناكو الفرنسي.

## الألقاب والإنجازات

### ليل
- كأس الدوري الفرنسي: 2015–2016 – المركز الثاني.

## روابط خارجية
- جبريل سيديبي على موقع الاتحاد الأوربي (الإنجليزية)
- جبريل سيديبي على موقع رابطة كرة القدم الفرنسية للمحترفين (الإنجليزية)
- جبريل سيديبي على موقع قاعدة بيانات كرة القدم.إي يو (الإنجليزية)
- جبريل سيديبي على موقع ليكيب (الفرنسية)
- جبريل سيديبي على موقع ناشيونال فوتبول تيمز (الإنجليزية)
- جبريل سيديبي على موقع Soccerbase.com (لاعب) (الإنجليزية)
- جبريل سيديبي على موقع Soccerway.com (الإنجليزية)
- جبريل سيديبي على موقع عالم كرة القدم.نت (الإنجليزية)
- جبريل سيديبي على موقع AS.com (الإسبانية)
- Djibril Sidibé